# HMS Clyde (P257)
Pour les autres navires du même nom, voir HMS Clyde.
Le HMS Clyde (pennant number : P257) était un navire de patrouille extracôtier et était le dixième navire de la Royal Navy à porter ce nom. Il a été lancé le 14 juin 2006 à la base navale de Portsmouth par les constructeurs de navires du groupe VT à Portsmouth, en Angleterre, et est le quatrième navire de la classe River, avec un déplacement de 2 000 tonnes et un canon Oerlikon KCB de 30 mm à la place du canon de 20 mm monté sur les navires de classe Tyne. Le HMS Clyde a été désarmé le 20 décembre 2019 à HMNB Portsmouth et a été rendu à ses propriétaires chez BAE Systems Maritime - Naval Ships, bien que le navire soit resté sous bail de BAE Systems à la Royal Navy jusqu'à la fin de mars 2020. En août 2020, le HMS Clyde a été transféré au Royaume de Bahreïn .

## Histoire opérationnelle

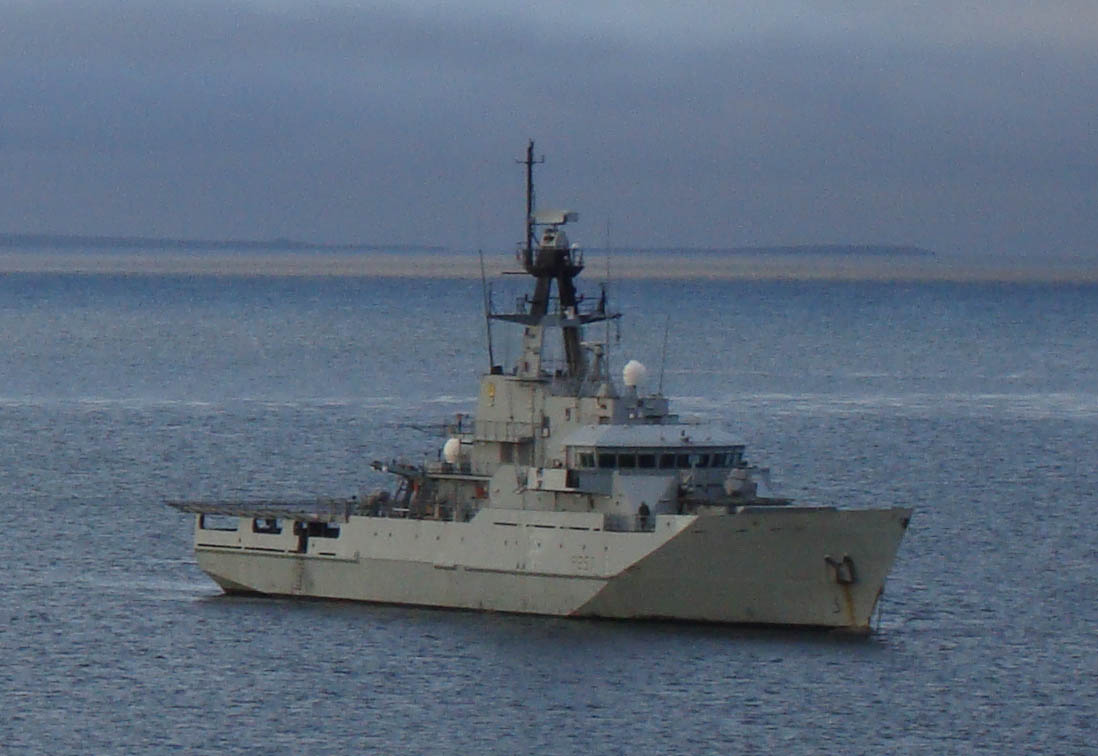
Le HMS Clyde au mouillage à Fox Bay, West Falkland, juillet 2011

Le Clyde a été le premier navire entièrement construit à la base navale de Portsmouth pendant 40 ans et a été construit à côté des sections de proue et de superstructure des nouveaux destroyers de type 45 Daring et Dauntless. Il a été nommé lors d'une cérémonie le 7 septembre 2006 car elle n'avait pas bénéficié d'une cérémonie de lancement traditionnelle.
Le HMS Clyde a été mis en service dans la Royal Navy lors d'une cérémonie à la base navale de Portsmouth le 30 janvier 2007.
Après avoir été mis en service actif, le Clyde a été envoyé dans l'Atlantique Sud pour soulager le HMS Dumbarton Castle en tant que patrouilleur de la Royal Navy dans la région des îles Falkland . Contrairement à ses prédécesseurs dans ce rôle, Clyde est restée dans les eaux de l'Atlantique Sud, avec un contrat en place pour qu'elle reste dans les îles Falkland jusqu'en 2018.
En janvier 2011, le gouvernement brésilien a refusé l'accès au HMS Clyde à Rio de Janeiro en solidarité avec les revendications argentines sur le différend de souveraineté des îles Falkland,, comme l' Uruguay l'avait fait avec le HMS Gloucester le mois de septembre précédent.
Le 18 novembre 2015, le HMS Clyde a aidé au sauvetage de 347 passagers et membres d'équipage du navire de croisière Le Boreal dérivant au large des îles Falkland après un incendie dans la salle des machines. À 21 nœuds (38,9 km/h), il a fallu quatre heures au Clyde pour atteindre le navire en détresse, qui se trouvait au nord de Falkland Sound. Le Clyde a réapprovisionné l'un des deux plus grands canots de sauvetage en carburant et a recueilli les gens des petits bateaux de sauvetage, puis les a escortés à Falkland Sound, où ils ont transféré les passagers vers le navire jumeau du Boréale, L'Austral.
En janvier 2017, le Clyde a été mis en cale sèche à Simonstown, en Afrique du Sud pour l'entretien ; ses fonctions de patrouille ont été temporairement transférées au navire d'arpentage HMS Enterprise .
Le 21 septembre 2017, le Clyde a fêté ses dix ans dans l'Atlantique Sud, son seul temps d'arrêt étant les périodes de maintenance en Afrique du Sud.
En novembre 2017, le Clyde a été redéployé d'une patrouille de Géorgie du Sud pour aider à la recherche du sous-marin argentin ARA San Juan.

## Fin du service de la Royal Navy
Un document d'information parlementaire publié en octobre 2016 indiquait que Clyde quitterait ses fonctions en 2017;  Cependant, le 24 avril 2017, dans une réponse écrite à une question posée par Sir Nicholas Soames, la sous-secrétaire parlementaire à la Défense Harriet Baldwin a déclaré que le Clyde serait mis hors service en 2019. Le Clyde devait être remplacé par le navire Batch 2 HMS Forth en 2018  cependant plus tard que prévu initialement, le Forth a soulagé le Clyde à la fin de 2019. Le Clyde est retourné à Portsmouth après une absence de 12 ans le 20 décembre 2019 et a été mis hors service le même jour,.
Le Clyde aurait été repris par le Brésil une fois le bail de la Royal Navy expiré. Cependant, cela a été nié par la marine brésilienne, BAE Systems ayant repris possession du navire à la fin du bail de la Royal Navy.

## Transférer à Bahreïn

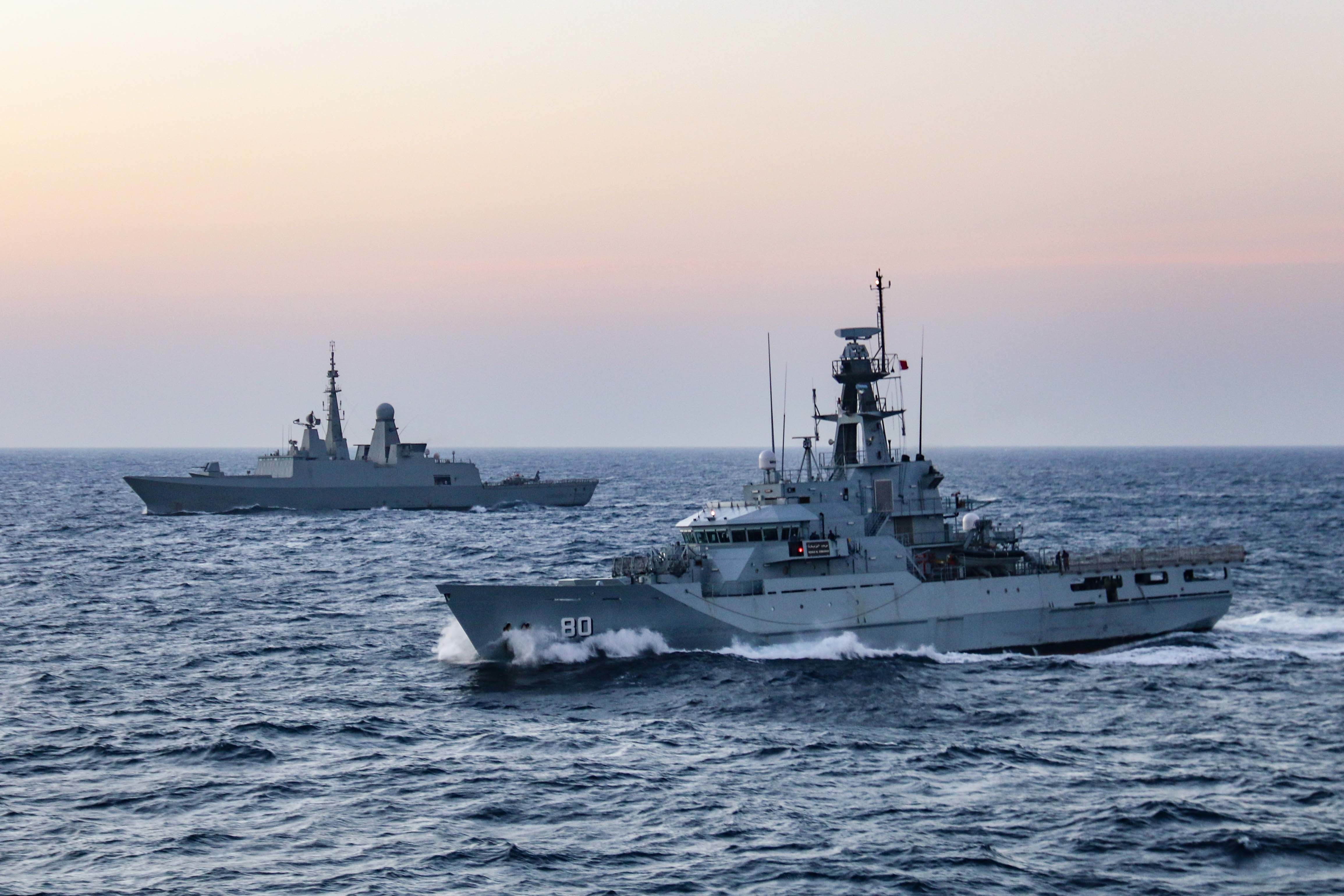
P80 RBNS Al-Zubara traverse le détroit de Bab el-Mandeb, novembre 2020

Le 7 août 2020, lors d'une cérémonie tenue à la base navale HMNB de Portsmouth au Royaume-Uni, il a été annoncé que Clyde avait été transféré à la Royal Bahrain Naval Force, le navire rebaptisé RBNS Al-Zubara,.
La cérémonie s'est déroulée en présence de l' ambassadeur de Bahreïn au Royaume-Uni et de représentants de BAE Systems .